# Riacho Jacarecanga
O Riacho Jacarecanga é um riacho que corre integralmente na cidade de Fortaleza, no estado do Ceará, no Brasil.

## Descrição
Tem sua origem nas proximidades da Av. Bezerra de Menezes, no bairro Farias Brito, e desemboca na orla da cidade, na Praia do Kartódromo, no bairro Jacarecanga. Faz parte da Bacia Vertente Marítima, que engloba, dentre outros, os riachos urbanos Pajeú e Maceió.
Atualmente, corre, em grande parte, incluindo a sua nascente, em galerias subterrâneas. Encontra-se bastante poluído devido ao descarte clandestino de esgoto doméstico e resíduos sólidos.